# Горевка
Го́ревка або Го́реска (рос. Горевка, Гореска) — річка в Республіці Комі, Росія, ліва притока річки Кедровка, правої притоки річка Печора. Протікає територією Троїцько-Печорського району.
Річка протікає на південний захід, південний схід, південний захід, південь, захід та південний захід.